# Hierarchia społeczna

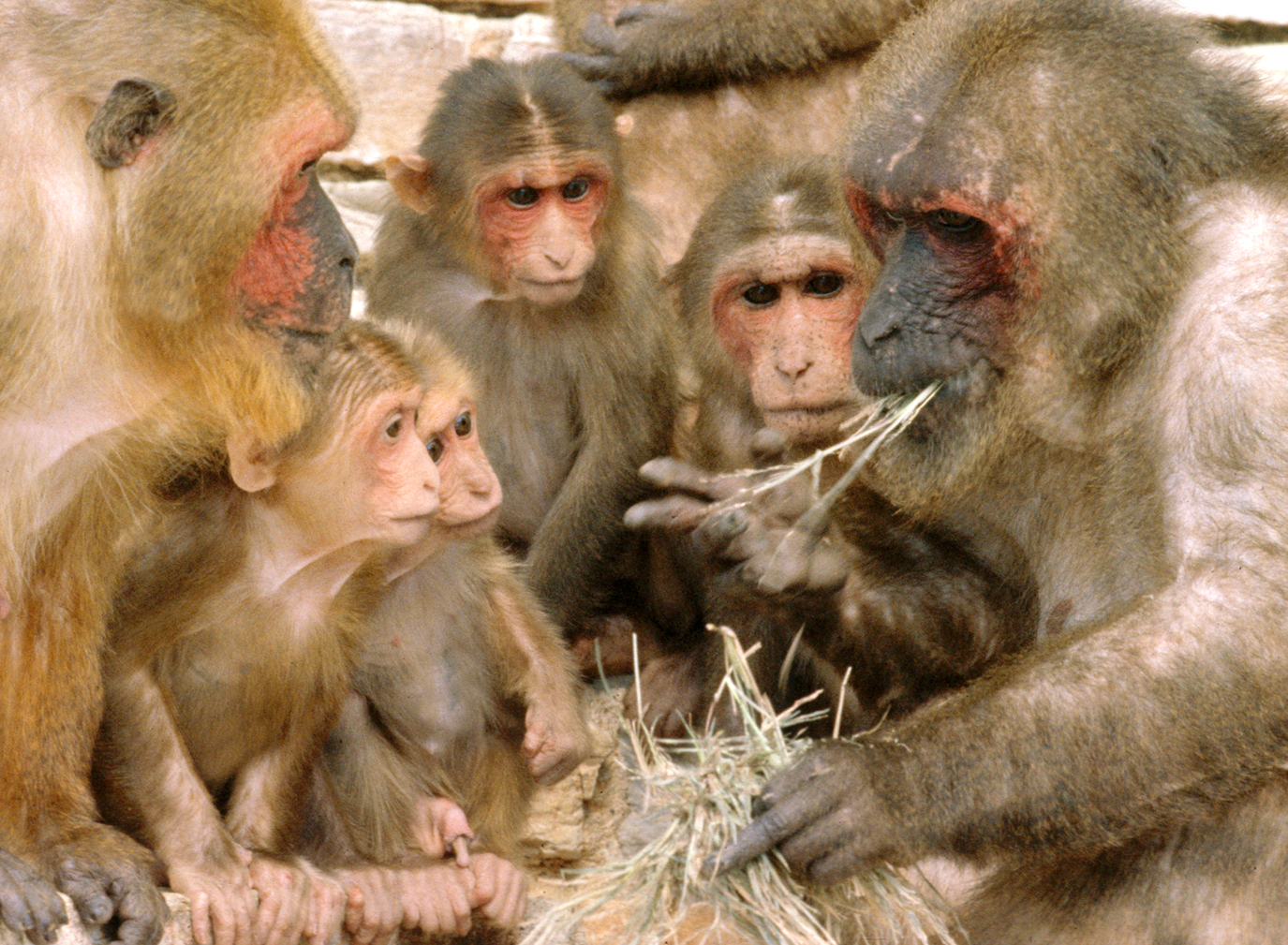
Do zachowania równowagi w grupie konieczne jest ustalenie prawidłowych relacji pomiędzy osobnikami

Hierarchia społeczna, hierarchia dominacyjna – społeczna przewaga pojedynczych osobników nad innymi, oparta na dominacji socjalna struktura grupy osobników tego samego gatunku przebywających na wspólnym terytorium, zmierzająca do zapewnienia osobnikom dominującym łatwiejszego dostępu do zasobów.
Termin hierarchia społeczna odnoszony jest zwykle do społeczności ludzkich, natomiast w odniesieniu do pozostałych gatunków socjalnych stosuje się najczęściej termin hierarchia dominacyjna.
Organizacja grupy społecznej opiera się na trwałych relacjach agresywno – uległych pomiędzy osobnikami. Hierarchia ustala się podczas wstępnych kontaktów pomiędzy osobnikami, w wyniku powtarzanych gróźb i pojedynków. Ustalenie się hierarchii społecznej zapobiega rozpadowi grupy. Ewentualne starcia pomiędzy osobnikami przy pierwszych kontaktach doprowadzają do ustalenia relacji i w ten sposób zapobiegają dalszym konfrontacjom. Agresja i potrzeba dominacji poszczególnych osobników jest konfrontowana z interesem całej grupy lub poszczególnych podgrup, w stopniu proporcjonalnym do więzi pomiędzy ich członkami.
Hierarchie dominacyjne przyjmują różne formy w zależności od stopnia rozwoju społecznego danej populacji – od despotyzmu przez hierarchię liniową (linearną) po złożone struktury piramidalne. W etologii osobnik dominujący określany jest osobnikiem alfa, a osobnik o najniższej pozycji w grupie – osobnikiem omega (od pierwszej i ostatniej litery alfabetu greckiego.
Hierarchie dominacyjne pojawiają się u najbardziej zaawansowanych ewolucyjnie kręgowców, zwłaszcza charakteryzujących się dużymi rozmiarami ciała, oraz u owadów eusocjalnych. Dotychczas przeprowadzono intensywne badania hierarchii wśród ryb, ptaków i ssaków. Wyniki badań prowadzonych na grupach trzymanych w niewoli są kwestionowane, ponieważ te same gatunki zwierząt wykazują odmienne zachowania w warunkach naturalnych.